# Letiště Osijek
Letiště Osijek (chorvatsky: Zračna luka Osijek; IATA: OSI, ICAO: LDOS) je mezinárodní letiště v chorvatském Osijeku. Nachází se 20 km jihovýchodně od Osijeku a poblíž regionální silnice mezi Osijekem a Vukovarem, jihozápadně od stejnojmenné vesnice Klisa.

## Zařízení
Budova terminálu o rozloze 1 300 m² zajišťuje odbavení 200 až 400 cestujících za hodinu, tj. 100 000 až 150 000 cestujících za rok. Terminál pro cestující je vybaven tak, aby zvládal vnitrostátní i mezinárodní provoz, nabízí pasové a bezpečnostní kontroly, odbavení cestujících a zavazadel, směnárnu, informace, kavárnu s barem a restaurací a pronájem auta, taxi a parkování vozidel.

## Letecké společnosti a destinace
| Letecké společnosti | Destinace                                     |
| ------------------- | --------------------------------------------- |
| Croatia Airlines    | Mnichov Sezónní: Dubrovník, Split             |
| Ryanair             | Sezónní: Londýn–Stansted                      |
| Trade Air           | Dubrovník, Pula, Rijeka, Split, Zadar, Záhřeb |

## Statistiky
| Rok     | Pasažéři      | Náklad (kg) |
| ------- | ------------- | ----------- |
| 1980–90 | 33 000 za rok | N/A         |
| 2007    | 2 824         | 270 572     |
| 2008    | 14 883        | 173 050     |
| 2009    | 34 912        | cca 180 000 |
| 2010    | 20 824        | cca 190 000 |
| 2011    | 21 903        | cca 250 000 |
| 2012    | 2 164         | cca 180 000 |
| 2013    | 3 404         |             |
| 2014    | 26 768        |             |
| 2015    | 28 651        |             |
| 2016    | 30 605        |             |
| 2017    | 43 373        |             |
| 2018    | 67 235        |             |
| 2019    | 46 361        | 13 460      |
| 2020    | 6 625         |             |
| 2021    | 11 515        |             |
| 2022    | 15 875        |             |